# Sprawa Czechowicza
Sprawa Czechowicza (1929) – potoczna nazwa jedynego postępowania przed Trybunałem Stanu w okresie II Rzeczypospolitej. Dotyczyło ono nieprawidłowego wykorzystania nadwyżek budżetowych państwa. Jako oskarżony przed Trybunałem stanął ówczesny minister skarbu Gabriel Czechowicz. Trybunał nie rozstrzygnął o winie i skierował sprawę do rozpatrzenia przez Sejm, który nie zdążył się wypowiedzieć do nowych wyborów.

## Afera
Początki rządów sanacji w Polsce zbiegły się ze znaczną poprawą koniunktury na rynkach światowych. Polska gospodarka skorzystała m.in. na wielomiesięcznych strajkach górników w Wielkiej Brytanii i Skandynawii.
W latach 1926–1929 osiągnięte dochody państwa były wyższe od przewidywanych w budżecie, powstawały zatem nadwyżki. Według obowiązującej konstytucji marcowej nieplanowane wydatki rządu wymagały uchwały Sejmu o kredytach dodatkowych. Jednak w ustalonej od początku lat 20. praktyce rząd zwykle występował o te kredyty post factum. Wynikało to z niemożności natychmiastowego zwołania Sejmu, gdy tylko pojawiły się nadwyżki. Taka sytuacja nastąpiła w roku budżetowym 1927/28. Preliminowane na 1973 mln zł wydatki przekroczone zostały przez rząd o 560 mln, czyli prawie o jedną trzecią. Jak stwierdziła później Komisja Budżetowa Sejmu, wydatku kwoty 230 mln zł nie można było bezpośrednio wytłumaczyć.
Większość zarzutów wiązała się jednak z następującym pismem skierowanym do ministra skarbu Gabriela Czechowicza przez Józefa Piłsudskiego (ówczesnego premiera) z dnia 16 grudnia 1927:
Sprawy państwowe zmuszają mnie do wymagania od Pana zwiększenia mego funduszu dyspozycyjnego o 5 milionów złotych. Zechce Pan Minister przekazać tę sumę do Prezydium Rady Ministrów do mojej dyspozycji.
Fundusz dyspozycyjny (pierwotnie 200 tys. zł) zwiększył się ostatecznie o 8 mln zł. Pieniądze te przeznaczone zostały na kampanię wyborczą BBWR, co nie było tajemnicą.
23 kwietnia 1928 endecja złożyła w Sejmie wniosek do rządu, o wyjaśnienie dodatkowych wydatków i wystąpienie o kredyty dodatkowe. Rząd jednak tego nie zrobił, z dwóch przyczyn. Pierwszą z nich była problematyczna kwestia 8 mln zł, do publicznej dyskusji nad którą rząd nie chciał dopuścić. Drugi powód wypływał ze słów Piłsudskiego: Wydałem rozkaz – wydawać wszystko, choćby na złość, żeby nie oddawać Skarbowi z powrotem. Piłsudski postanowił wykorzystać sprawę przekroczeń w starciu z ówczesną opozycją.

## Postępowanie

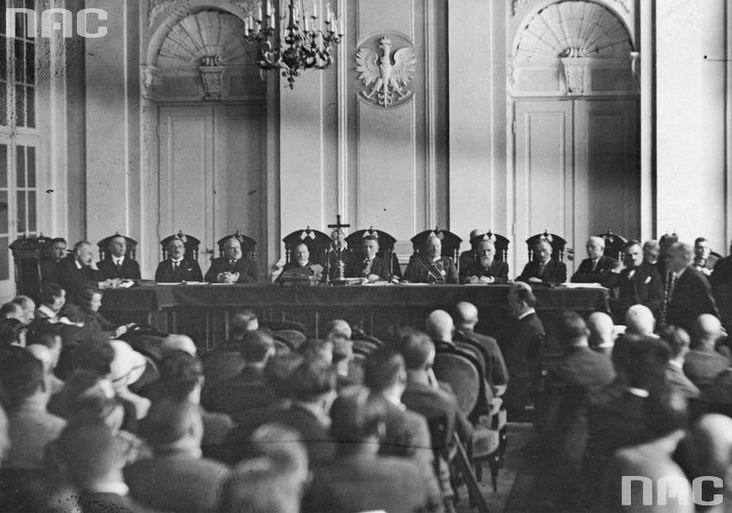
Posiedzenie Trybunału Stanu w sprawie G. Czechowicza

Wniosek ZLN ponowiony został w listopadzie 1928. Ówczesny premier, Kazimierz Bartel, próbował uspokoić sytuację zapewnieniem, że rząd wniesie ustawę. Tak się jednak nie stało. 12 lutego 1929 PPS, Stronnictwo Chłopskie i PSL „Wyzwolenie” złożyły wniosek o postawienie Czechowicza przed Trybunałem Stanu. Wniosek poparła Komisja Budżetowa Sejmu, wreszcie 20 marca 1929 przegłosował go Sejm. Czechowicza oskarżano o niezgodne (…) wydatkowanie kwoty przeszło 500 milionów złotych na cele nieprzewidziane w budżecie i nie mieszczące się w granicach kredytów w rubrykach jego ustalonych, (…) dokonanie otwarcia kredytów nie objętych budżetem, bez złożenia w tym względzie wniosków Sejmowi i bez uzyskania na to przyzwolenia w drodze ustawodawczej.
Oczywiste było, że winnym zaistniałych przekroczeń jest nie Czechowicz, a Piłsudski, który będąc premierem odpowiadał za swojego ministra, sam także stymulował dodatkowe wydatki. Adresatem oskarżenia był zatem Piłsudski, ale jego samego w ówczesnej sytuacji politycznej opozycja nie mogła oskarżyć. Z kolei sam Czechowicz bronił Piłsudskiego podczas przesłuchań: Osiągnięcie wyższego celu mego życia zawdzięczam wyłącznie i jedynie marszałkowi Piłsudskiemu. Jakże mogliście żądać ode mnie, żebym wystąpił wobec niego z votum nieufności, gdy wam, moim oskarżycielom, sumienie wasze nie pozwoliło tego uczynić?

W dniach 26–29 czerwca 1929 roku odbyła się rozprawa przed Trybunałem Stanu. Czechowicza bronił znany adwokat, bliski współpracownik Piłsudskiego mec. Franciszek Paschalski. Funkcję oskarżycieli pełnili Herman Lieberman, Jan Pieracki, Henryk Wyrzykowski. Nie rozstrzygnęła ona winy Czechowicza – sędziowie skierowali ją do ponownego rozpatrzenia przez Sejm. Ten jednak przez rok nie zdążył się wypowiedzieć. Sanacja osiągnęła to dzięki odraczaniu sesji Sejmu przez prezydenta oraz wywoływaniu sztucznych przesileń rządowych. Gdy wreszcie 29 marca 1930 zwołano posiedzenie, na którym miała się odbyć dyskusja na temat przekroczeń budżetowych, zastraszony marszałek Ignacy Daszyński wycofał w ostatniej chwili „sprawę Czechowicza” z porządku obrad. 
Piłsudski potraktował całą sprawę jako prowokację ze strony parlamentu. Odpowiedział artykułem na łamach gazety Głos Prawdy pt. Dno oka, czyli wrażenia człowieka chorego z sesji budżetowej w Sejmie. Był to jeden z najostrzejszych tekstów Piłsudskiego, personalnie, używając obelżywych wyrazów atakował w nim przede wszystkim dwóch posłów: Hermana Liebermana (główny tenor w tej smrodliwej operetce) i Jana Woźnickiego (ciężki na umyśle, ludożerca).
Następne wybory do Sejmu w listopadzie 1930 wygrał BBWR. Podporządkowany sanacji Sejm bez trudu zalegalizował przekroczenia budżetowe.